# Происшествие на водопаде Виктория
«Происшествие на водопаде Виктория» (англ. Incident at Victoria Falls) — телефильм. Второй и последний фильм цикла «Шерлок Холмс: Золотые годы». Фильм можно смотреть детям любого возраста.

## Сюжет
Вольная интерпретация приключений Шерлока Холмса и доктора Ватсона.
На этот раз героям предстоит расследовать дело о похищении драгоценного алмаза Куллинан.
Король Эдуард VII доверяет Холмсу перевезти алмаз из Англии в Южную Африку (Холмс сразу создаёт подделку), а затем после похищения (не без помощи Ватсона, конечно) им приходится пережить немало опасностей, чтобы его вернуть. По ходу расследования Холмс встречается с Теодором Рузвельтом и Лилли Лэнгтри.
Фильм является одним из лучших в серии расследований Шерлока Холмса.

## В ролях
- Кристофер Ли — Шерлок Холмс
- Патрик Макни — Доктор Ватсон
- Джосс Экланд — Король Эдуард VII
- Дженни Сигроув — Лилли Лэнгтри
- Клод Экинс — Теодор Рузвельт
- Джером Уиллис — Майкрофт
- Ричард Тодд — Лорд Робертс